# Isothecium angustatum
Isothecium angustatum là một loài rêu trong họ Brachytheciaceae. Loài này được Mitt. Hook. f. mô tả khoa học đầu tiên năm 1867.